# Ångfartygsbefälhavare
Ångfartygsbefälhavare var titeln för den som var befälhavare på ett ångfartyg i den svenska handelsflottan. 
Enligt den kungliga förordningen angående befäl å svenska handelsfartyg med mera av den 29 mars 1912 betecknas den fart, vari fartyg går, med inre fart (inom sjögränsen), östersjöfart, europeisk fart eller oceanfart. För behörighet att vara befälhavare på handelsfartyg fordrades, förutom att vara svensk undersåte av minst 21 års ålder med normalt färgsinne samt tillräcklig syn- och hörselförmåga, olika kvalifikationer, beroende på fartygets storlek, beskaffenhet och fart enligt ovan. Sålunda skulle befälhavare på ångfartyg såväl i oceanfart som i europeisk fart och på passagerarångfartyg i östersjöfart ha erhållit sjökaptensbrev, befälhavare på annat ångfartyg om över 100 tons dräktighet i östersjöfart ha erhållit styrmansbrev och på mindre ångfartyg i östersjöfart skepparbrev av första klass samt i viss fart befälhavare på passagerarångfartyg med över 50 tons dräktighet styrmansbrev och på annat ångfartyg skepparbrev av första klass. Om befälhavares åligganden och befogenheter stadgades i Sjölagen av den 12 juni 1891.
Före 1851 krävdes endast ett intyg av sakkunnig person, att befälhavaren ägde vederbörlig insikt i förande av ett ångfartyg. Föreskriften om så kallade "ångfartygsbefälhavarexamen", som 1851 (med närmare bestämmelser 1861) anbefalldes för vinnande av behörighet att föra befäl på passagerarångfartyg, upphörde att vara gällande 1890, då nytt reglemente för navigationsskolorna i riket utfärdades. År 1857 bildades Ångfartygsbefälhafvaresällskapet i Stockholm ("Sällskapet Å. B."), som hade till ändamål bland annat att i mån av sina tillgångar bereda pensioner och understöd åt dem bland sina medlemmar, vilka till följd av sjukdom eller andra ömmande omständigheter därav kunde komma i behov. Vid 1921 års ingång uppgick sällskapets pensions- och understödsfond till 463 948,86 kronor och ledamöternas antal till 425.